# Paris Las Vegas
Paris Las Vegas Hotel & Casino är både ett kasino och ett hotell som ligger utmed gatan The Strip och på tomten för Bally's Las Vegas i Paradise, Nevada i USA. Den ägs och drivs av Caesars Entertainment Corporation. Hotellet har totalt 2 567 hotellrum.
Den 17 april 1997 inleddes konstruktionen av kasinot som fick sitt namn från Frankrikes huvudstad Paris och den stod färdig i september 1999 för $760-800 miljoner.